# مملسة الحمض اللبني
مملسة الحمض اللبني (الاسم العلمي: Pediococcus acidilactici) هي نوع من البكتيريا تتبع جنس المملسة من فصيلة الملبنات.